# Cyclocephala collaris
Cyclocephala collaris är en skalbaggsart som beskrevs av Hermann Burmeister 1847. Cyclocephala collaris ingår i släktet Cyclocephala och familjen Dynastidae. Inga underarter finns listade i Catalogue of Life.